# Єленино
Єле́нино (болг. Еленино) — село в Старозагорській області Болгарії. Входить до складу общини Стара Загора.

## Населення
За даними перепису населення 2011 року у селі проживали 712 осіб.
Національний склад населення села:
| Національність   | Кількість осіб | Відсоток |
| ---------------- | -------------- | -------- |
| болгари          | 419            | 80,3%    |
| цигани           | 90             | 17,2%    |
| не визначились   | 8              | 1,5%     |
| Всього відповіли | 522            |          |

Розподіл населення за віком у 2011 році:
Динаміка населення: